# Las Ollitas
Las Ollitas är en ort i Mexiko.   Den ligger i kommunen Acapulco de Juárez och delstaten Guerrero, i den södra delen av landet, 290 km söder om huvudstaden Mexico City. Las Ollitas ligger 142 meter över havet och antalet invånare är 127.
Terrängen runt Las Ollitas är platt åt sydväst, men åt nordost är den kuperad. Terrängen runt Las Ollitas sluttar söderut. Runt Las Ollitas är det tätbefolkat, med 397 invånare per kvadratkilometer. Närmaste större samhälle är Acapulco, 18,9 km väster om Las Ollitas. I omgivningarna runt Las Ollitas växer i huvudsak lövfällande lövskog.